# Border Collie
Border Collie là giống chó chăn gia súc kiêm dụng chó săn đuổi có nguồn gốc từ nước Anh. Tên gọi Border (nghĩa là "biên giới") vì giống chó này có xuất xứ từ vùng biên giới giữa Anh và Scotland. So với các giống chó khác, Border Collie có ba điểm nổi bật đó là chúng được coi là đứng hạng nhất trong danh sách những giống chó thông minh, chúng sáng dạ, dễ dạy, tiếp thu lệnh nhanh và là giống chó chăn, lùa gia súc, gia cầm điệu nghệ trên những cánh đồng lớn.
Chúng còn có khả năng có thể di chuyển khi cúi thấp, làm cho chúng thêm linh hoạt và chúng còn có cặp mắt có cái nhìn rất mãnh liệt làm cho chúng có khả năng điều khiển đàn cừu bằng ánh mắt giống như đang thôi miên gia súc. Ngày nay, chúng được ưa chuộng để nuôi làm bạn đồng hành trong gia đình, chúng hòa đồng, hiếu động, rất giỏi trong trò bắt đĩa, bắt bóng một cách điêu luyện. Đặc điểm đặc trưng nổi bật nhất của giống chó này là sự nhanh nhẹn hoạt bát cùng với một cơ thể tràn đầy năng lượng.

## Lịch sử

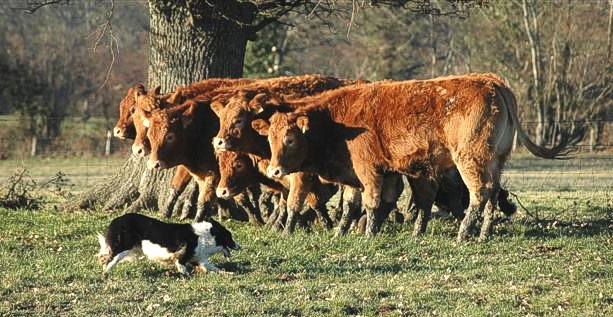
Border Collie đang chăn bò

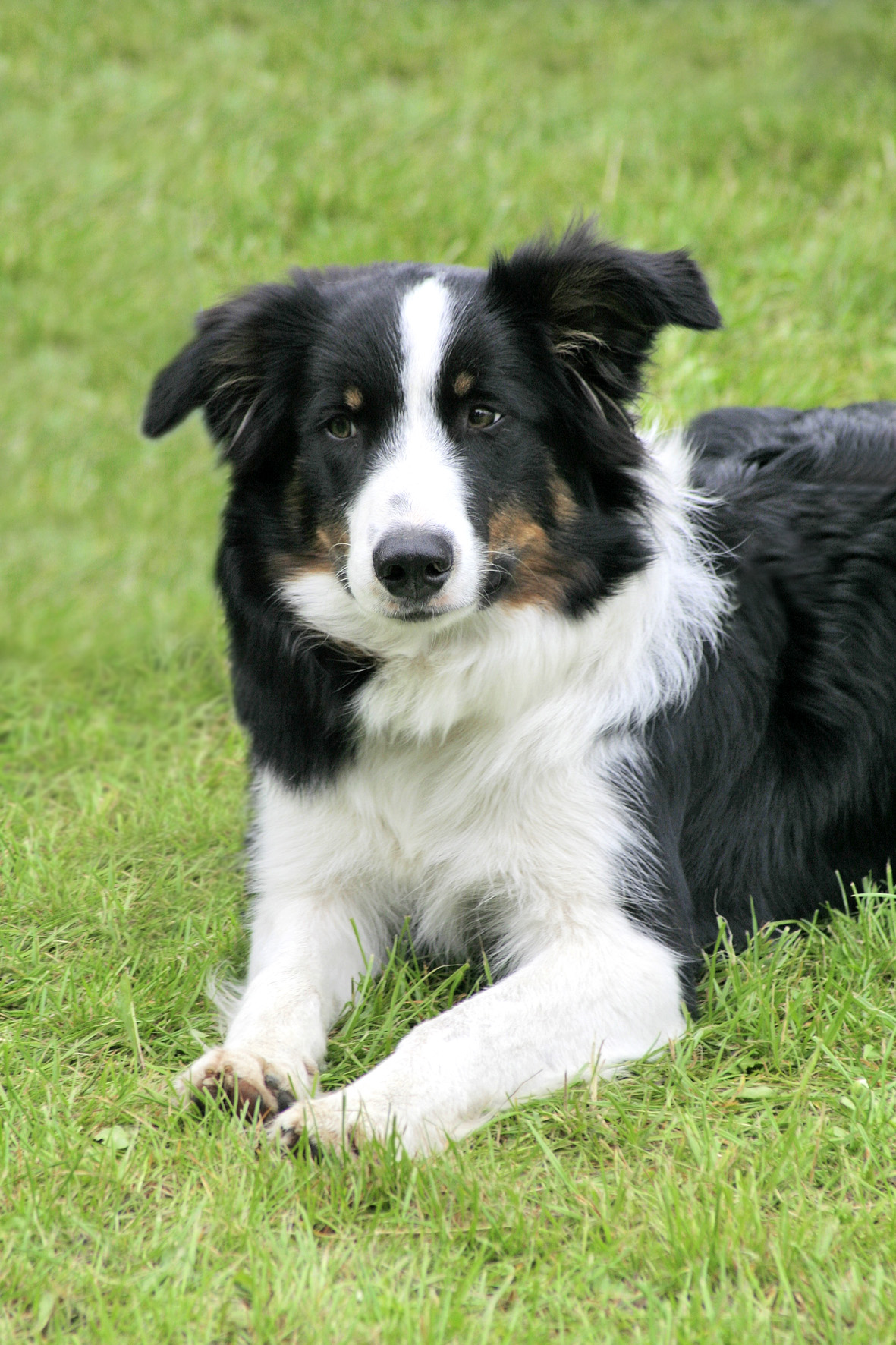
Border Collie

Chúng có nguồn gốc từ vùng Northumberland, thuộc khu vực biên giới giữa Scotland và Anh và được lai tạo từ một số giống chó tai cụp của Anh. Border Collie ban đầu được gọi là chó chăn cừu Tô Cách Lan ("Scotch Sheep Dog"). Vì đặc tính thông minh nhanh nhẹn nên giống chó này được những người Anh sử dụng với mục đích chính là bảo vệ đàn gia súc của họ. Tại Xứ Wales có đến 11 triệu con cừu được nuôi trên những đồng cỏ bao la, gấp 4 lần so với số người sống ở đây. Với số lượng cừu được nuôi đông đúc như thế, người dân ở đây đã phải nhờ đến một giống chó chăn cừu tinh khôn Border Collies
Những chú chó Collie được coi là tài sản lớn nht của các mục đồng tại đây. Những chú Collie tốt nhất được cho lai tạo với nhau để chọn lọc nguồn gen ưu tú, sau nhiều thế hệ lai ghép ngẫu nhiên, một giống chó Collie mới ra đời, do khởi phát từ vùng biến giới nên giống chó này được đặt tên là Border Collie (hay Border Collie), để phân biệt với Collie cổ (tức Collie), Bearded Collie cũng như các giống chó Collie khác. Giống chó này được nuôi và phát triển mạnh mẽ ở Anh vào năm 1860 sau đó chúng được xuất khẩu sang Hoa Kỳ và trở thành những con chó săn cừu phổ biến nhất.
Chó Collie được hiệp hội chó giống Mỹ công nhận vào năm 1995. Chúng được xem là giống chó thông minh và biết vâng lời nhất trên thế giới. Sự thông minh và tính nhanh nhẹn của chúng đã được chứng minh qua nhiều thế kỷ Là một trong những giống chó dễ huấn luyện nhất, Border Collie cũng được dùng để phát hiện chất ma tuý, phát hiện bom. Một số Border Collies đã được đào tạo rất thành công thành những con chó dẫn người mù. Hiện nay Border Collie cũng được huấn luyện để hỗ trợ cho người tàn tật ở Hà Lan. 

## Đặc điểm

### Tổng thể

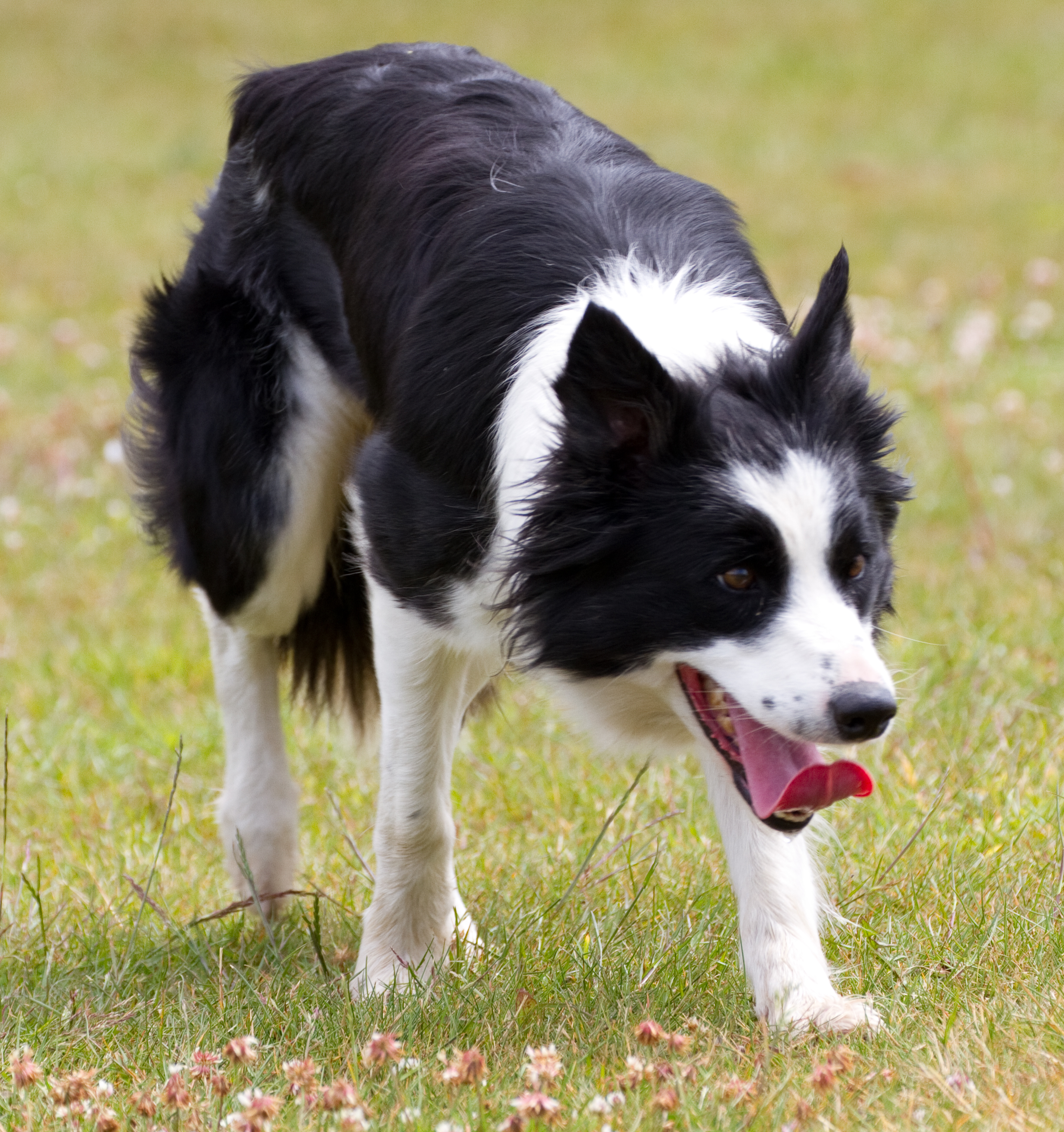
Một con Border Collie

Border Collie là một giống chó lao động kích thước cỡ trung bình tràn đầy năng lượng. Giống chó Border Collie có thân hình vừa phải mình dài hơn so với chiều cao của đôi chân (Cơ thể hơi dài hơn chiều cao). Kích thuớc chiều cao của nó từ 46-56 c có trọng lượng từ 12–20kg. Tầm vóc con đực đến 54cm, con cái nhỏ hơn một ít. Trọng lượng con đực khoảng 24kg, con cái nhẹ hơn. Chó thuần chủng thường có chiều cao từ 46–56cm, trung bình là 54cm với giống đực và 52cm với giống cái, cân nặng phổ biến từ 15–35kg. Tương quan giữa chiều cao và cân nặng cho thấy đây là giống chó có thân hình rất nhẹ nhàng, thanh thoát và rất nhanh nhẹn.

### Phần đầu
Đầu collie nhỏ, mõm dài, tai lớn, mặt trông rất tinh khôn. Đôi tai rộng cân đối với đầu và hơi cụp, nhưng đa số cụp hẳn. Hộp sọ tương đối bằng phẳng rộng vừa phải. Hộp sọ và mõm có chiều dài tương tự nhau. Hàm răng chắc khỏe đan xen nhau hình kéo cắt. Chiếc mõm của nó khá dài. Đôi tai có kích thước trung bình được thiết lập cách xa nhau có thể dựng thẳng đứng hoặc bất cứ hình dạng gì. Tai chó Collie cũng không có một chuẩn nhất định, có những chú chó Collie có tai rất lớn, nhưng cũng có con tai ngắn. Tương tự, tai của mỗi chú chó cũng có thể cụp hoặc dựng, hoặc cả cụp và dựng tất cả đều được công nhận là Border Collie thuần chủng.

### Đôi mắt
Chúng có đôi mắt màu nâu và khoảng cách xa trên khuôn mặt. Đôi mắt hình bầu dục được thiết lập cách xa nhau và có màu nâu, trừ các màu merles một hoặc nhiều mắt có thể là màu xanh. Collie có cặp mắt sắc bén "thôi miên" được các loài động vật khác và điều khiển chúng một cách dễ dàng. Mắt thường có 3 màu: nâu, merles hoặc xanh. Mắt chó Collie rất đặc biệt, có thể có màu nâu, đen, xanh, cam sẫm, đôi khi còn xuất hiện những chú chó Collie có 2 màu mắt (mỗi mắt 1 màu, có thể là nâu – xanh, cam – xanh,…) trông vô cùng bí ẩn. Chó Collie nổi tiếng có khả năng điều khiển đàn cừu bằng ánh mắt, nhiều trường hợp ghi nhận những chú cừu đi lạc tự động quay trở lại đàn chỉ sau một cái nhìn "đầy bí ẩn" của chó Collie. 

### Tứ chi

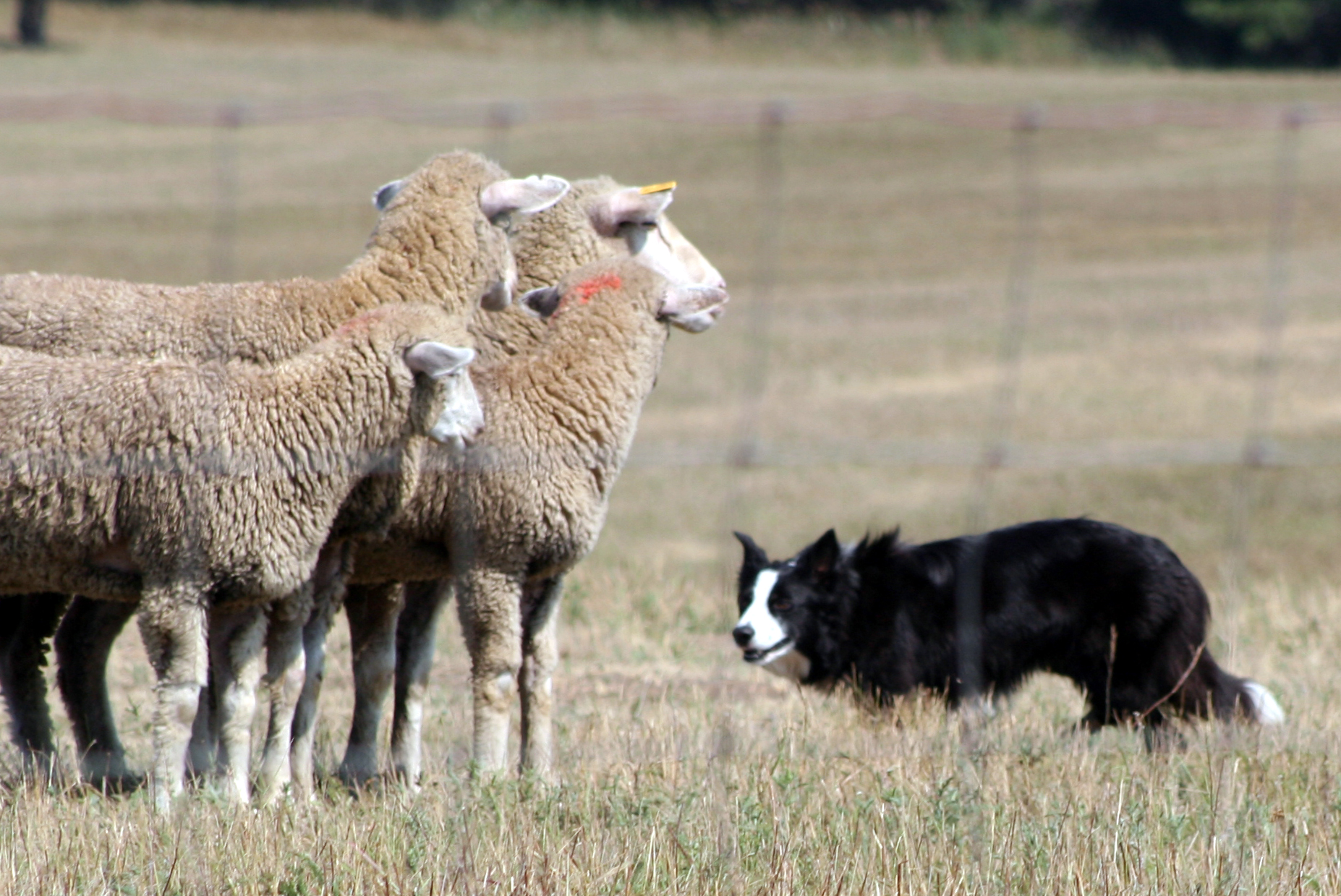
Một con BC đang rùn người

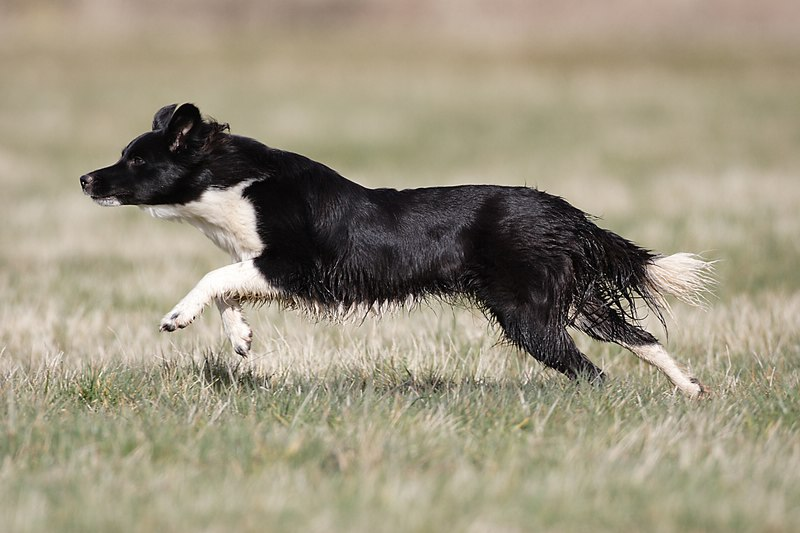
Một con BC đang bứt tốc

Chân trước thẳng khi nhìn từ phía trước, nhưng hơi dốc khi nhìn từ phía bên. Đuôi được thiết lập hạ thấp đạt ít nhất là tới khuỷu chân sau, sẽ dựng lên khi con chó bị kích thích, hưng phấn. Border Collie có huyền đề nhưng thường được loại bỏ để tránh ảnh hưởng đến hoạt động sau này. Chân trước thẳng, chân sau hơi đổ về phía trước. Đuôi dài ít nhất tới khuỷu chân sau, bình thường ở trạng thái buông lỏng nhưng khi nghe hiệu lệnh hoặc làm việc gì đó sẽ dựng lên. Border Collie chân thường có huyền đề (hay còn gọi là guốc) nhưng chi tiết này làm ảnh hưởng tới sinh hoạt chăn nuôi hay vui đùa hằng ngày của chúng nên thường bị cắt bỏ.

### Bộ lông
Collie rất nổi bật với bộ lông rất dài và dày, màu lông rất đa dạng, có thể có màu đen-trắng, nâu-trắng, ba màu, trắng-xanh, trắng-đỏ, một số chú chó Collie có thể có lông màu đơn sắc nhưng rất hiếm. Bộ lông có 2 lớp dày với khả năng chịu thời tiết tốt. Border Collie có 2 kiểu lông: Loại lông ngắn (khoảng 2,5cm) và loại lông dài (khoảng 7,6cm). Border Collie có nhiều màu lông. Lông của Border Collie dài và nhiều nhất ở bờm cổ và đuôi. Lông ngắn, mượt trên mặt, tai và chân. Border Collie sở hữu bộ lông với 2 lớp dài, dày và mượt, lông từ cổ xuống ngực và ở bụng dài hơn những phần khác trên cơ thể nhìn như bờm sư tử. Lông của Collie có rất nhiều màu: đen trắng, đỏ trắng, có lúc lên tới 3 màu đan xen nhau.

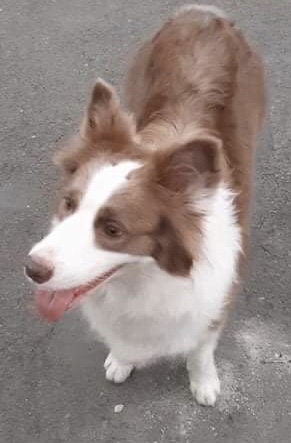
Một con Collie có màu nâu-trắng

Bộ lông của chó Border Collie có hai màu khác biệt nhau hoàn toàn một phần rất mượt mà và phần còn lại thì rất thô cứng. Màu sắc chính của giống chó này là hai màu đen và màu trắng. Phần đầu và phần mặt chúng có hai mảng đen và trắng bên màu đen xung quanh mặt và tai màu trắng chạy xuyên dọc từ phía đỉnh trán xuống phần mõm xung quanh cổ với ngực và bụng nữa. Chân cùng với phần chóp đuôi có màu trắng những phần còn lại trên cơ thể là màu đen nhanh. Bộ lông ngay chỗ ngực, bụng, đuôi dài hơn những chỗ khác. Một số màu lông khác của chó như màu nâu đỏ và trắng hoặc màu vàng nâu và trắng.
Không những đặc sắc về màu mà lông của Collie rất dày nhưng chúng có khả năng tự làm sạch đáng ngạc nhiên, do vậy bạn không cần phải tắm cho chúng nhiều (chỉ cần khoảng 1–2 tháng/lần) dù chúng thường xuyên chạy nhảy, lăn lộn các kiểu. Nhưng cần chải lông thường xuyên, cách 2–3 ngày/lần để lông không bị rối.

## Tập tính

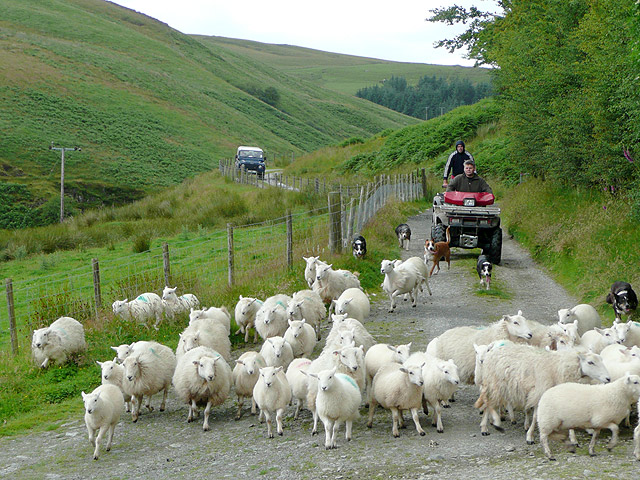
Một đàn Collie đang lùa đàn cừu

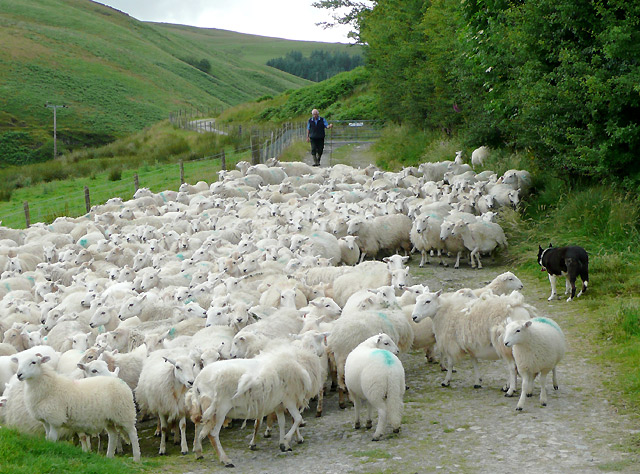

Chó Border Collie có bản tính năng động, chúng rất thông minh và học hỏi cũng rất nhanh rất biết vâng lời trung thành với chủ nhân của nó. Giống chó Border Collie rất thân thiện nhưng cũng rất có khoảng cách đối với những người xa lạ vì đó là bản tính của nó, khả năng canh gác của giống chó này rất tốt. Năng động, thông minh, chăm chỉ Chúng được dùng làm chó chăn gia súc. Giống chó này cần được hòa đồng từ bé bởi chúng khá nhát.
Chúng có thể làm việc theo hướng dẫn hay chủ động. Do bản chất cực kỳ thông minh và nhanh nhẹn, ngày nay chúng được dùng nhiều vào tất cả các môn thể thao chó khác nhau và hầu như luôn chiếm giải cao, chúng thường được dùng trong các cuộc thi bắt đĩa trên không. Giống chó Border Collie là một chú chó cực thông minh và rất dễ huấn luyện. Những bài huấn luyện ở mọi cấp độ chú chó này đều vượt qua rất nhanh. Song song với sự thông minh, Collie còn rất nhanh nhẹn và thích làm việc. Border Collie không hòa đồng với các động vật nhỏ khác, nhưng cũng có ngoại lệ nhiều con sống hòa đồng cùng mèo.
Chúng rất trung thành, ngoan ngoãn và nghe lời chủ. Chúng chỉ thực hiện nhiệm vụ khi có hiệu lệnh. Theo bản năng, chó chăn cừu luôn làm việc theo lệnh của chủ. Khi nghe chủ thổi còi, hay huýt sáo thì lập tức nó phải lùa bầy cừu di chuyển. Trong suốt thời gian huấn luyện chó chăn cừu, tốc độ không phải là yếu tố chính mà sự phối hợp nhịp nhàng của các hành động mới là quan trọng. Chúng sẽ làm việc càng tốt hơn nếu được khen ngợi. Border Collie có bản năng chăn gia súc nên hay trêu trẻ con hoặc người lạ dẫn đến hiểu lầm là chó dữ.
Ngoài huấn luyện cho các cuộc thi, Border Collie khởi điểm được nhân giống cho mục đích chăn cừu, không ngại khó khăn, sống hòa đồng với người, nhẹ nhàng với trẻ nhỏ, thích nghi tốt với điều kiện môi trường nên cũng được các trang trại ưa chuộng như phụ tá đắc lực của họ. Có một số con có xu hướng hầm hè với con cùng giới tính nếu như không được giáo dục tốt, tuy nhiên chúng có thể dữ dằn với những con chó cung giới tính. Chúng không đáng tin cậy nếu để một mình với nhưng vật nuôi nhỏ khác. 

## Chăm sóc

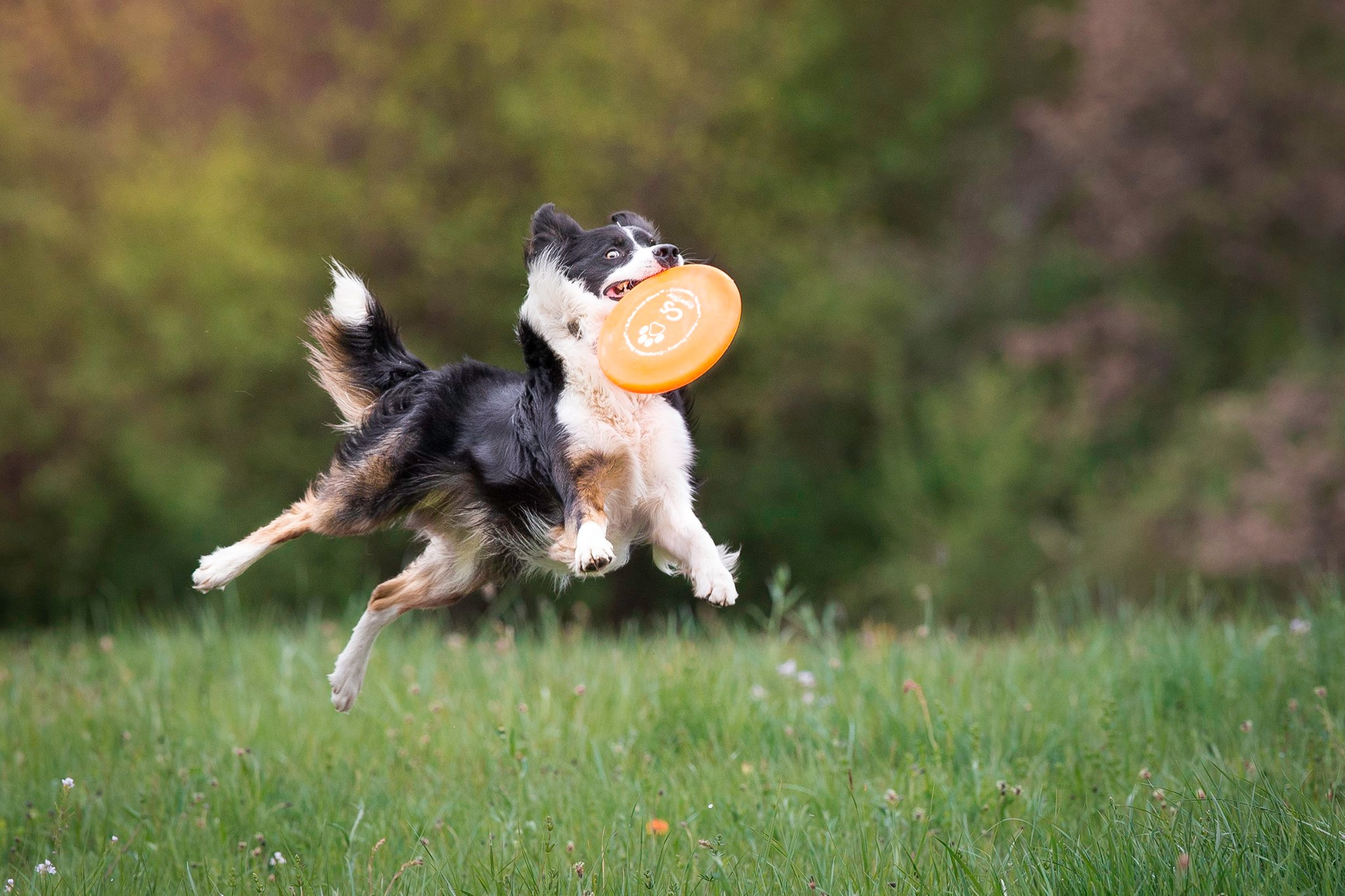

Chó Collie là giống chó lao động nên ăn rất nhiều và cũng không kén ăn. Một chú chó collie sẽ cần khối lượng thức ăn hàng ngày bằng khoảng 3.2–3.7% khối lượng cơ thể chúng. Chẳng hạn, một chú chó Collie 15 kg sẽ cần khối lượng thức ăn là khoảng 500g (15 kg x 3.5%), chia đều làm 2–3 bữa. Chó Collie càng nhỏ và càng vận động nhiều sẽ cận lượng thức ăn lớn hơn collie trưởng thành và ít vận động. Về thành phần dinh dưỡng cho chó Collie cần có 24–30% protein, 12–16% chất béo, còn lại là chất xơ, vitamin và tinh bột.
Border Collie không thích hợp cho những căn hộ nhỏ, những người chủ nuôi không có thời gian dành cho chó (đi dạo, đi chơi). Không thích hợp với điều kiện sống trong căn hộ, bị xích và diện tích nhỏ ít vận động. Là giống chó năng động, Border Collie cần phải được hoạt động nhiều thường xuyên để giải tỏa bớt năng lượng, đối với những con được nuôi trong cuộc sống ở căn hộ thì cần được cho đi chạy bộ, chơi các trò chơi vận động nhiều, nuôi được chó Collie lại càng khó do giống chó này có nhu cầu rất lớn về khoản chạy nhảy, vận động cường độ cao.
Tuổi thọ chúng là 14 năm. Dễ bị động kinh, loạn sản xương hông, PRA (Collie mắt bất thường) và điếc. Thường dị ứng bọ chét. Một số chó chăn gia súc mang một gen MDR1 mà làm cho chúng nhạy cảm với thuốc nhất định, nếu thử nghiệm dương tính với gen này có thể dẫn đến chết chó. Bộ lông Border Collie tương đối dài nên cần được chải thường xuyên. Chỉ tắm khi thật sự cần thiết, hạn chế tắm nhiều. Cần nhỏ thuốc diệt ve rận thường xuyên. Tai và lông Border Collie hay bị ve rận. 

## Xem thêm

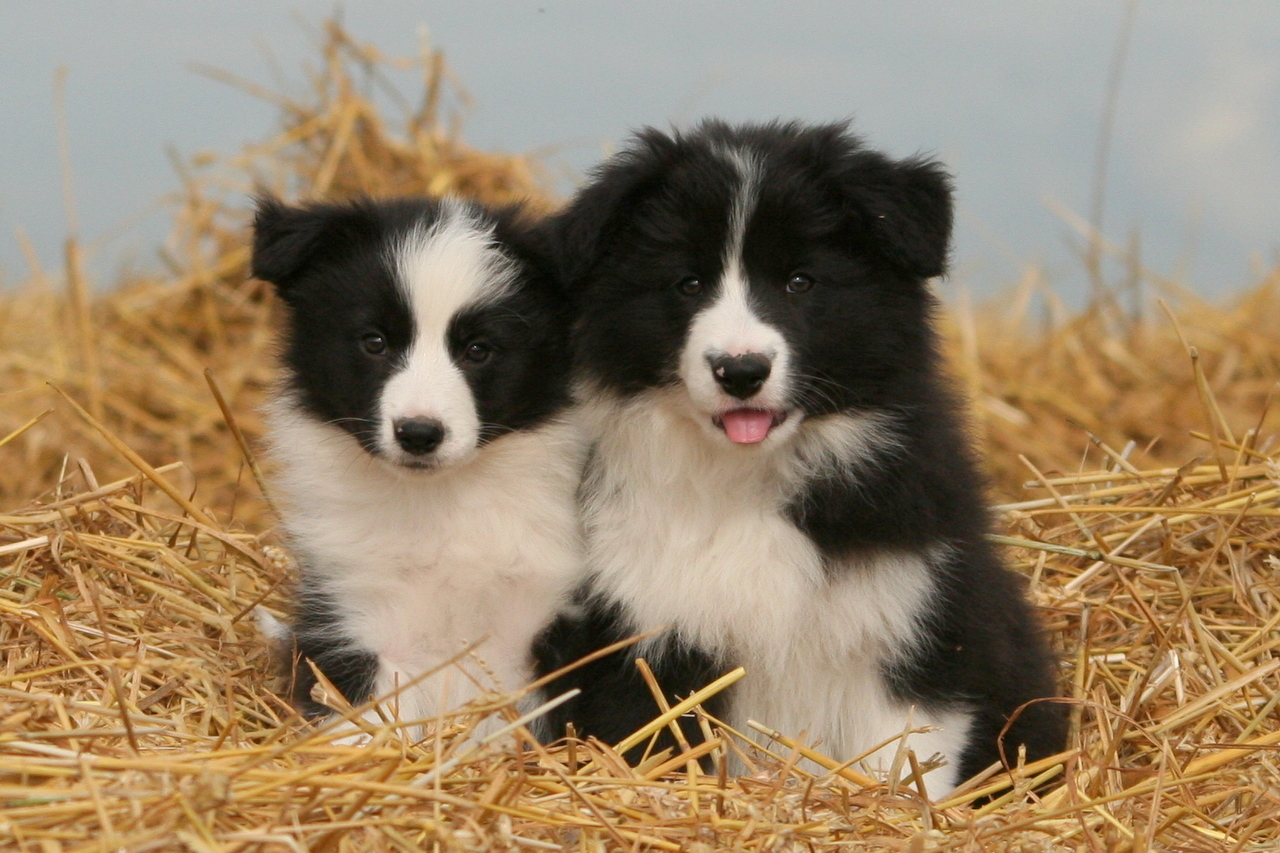
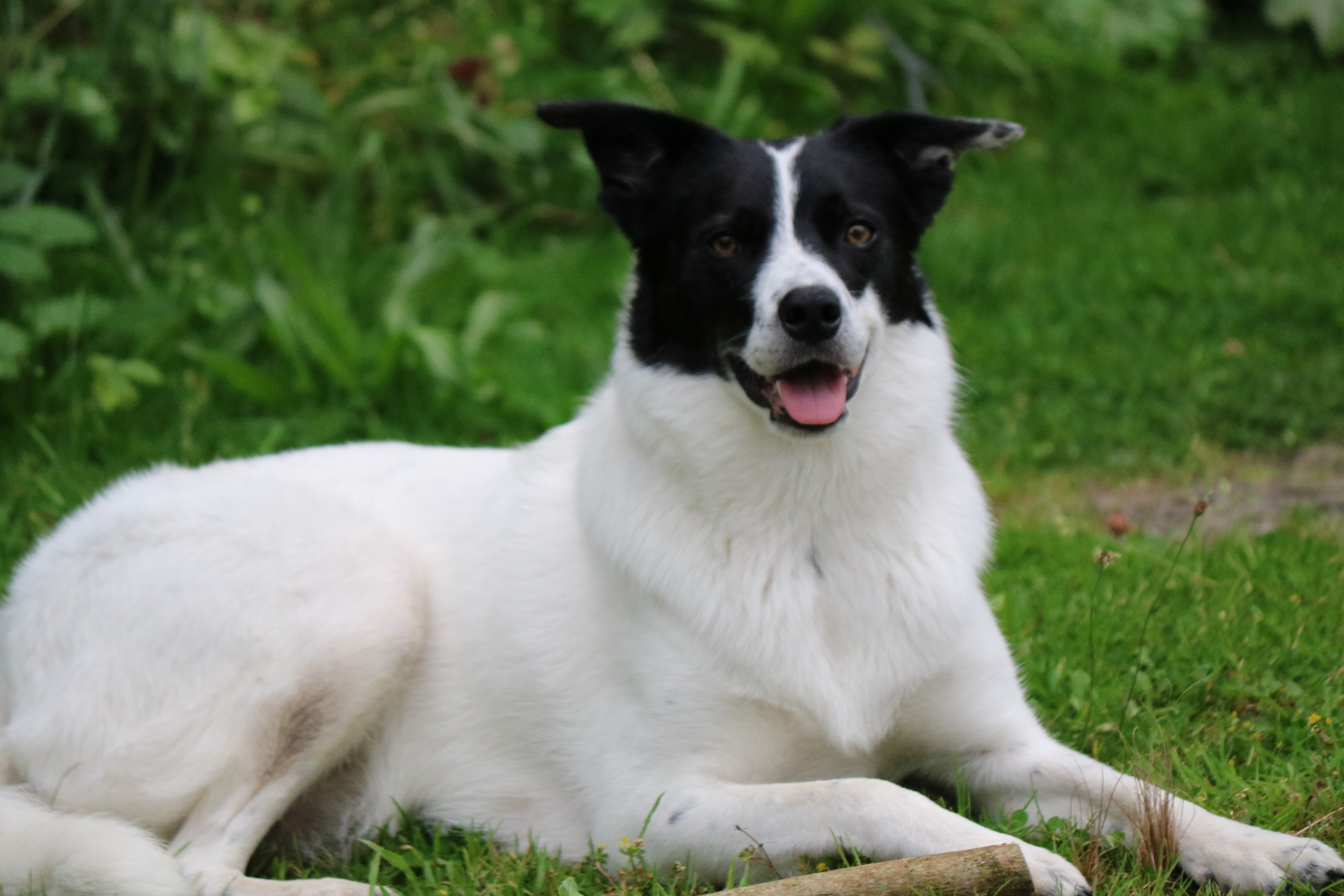
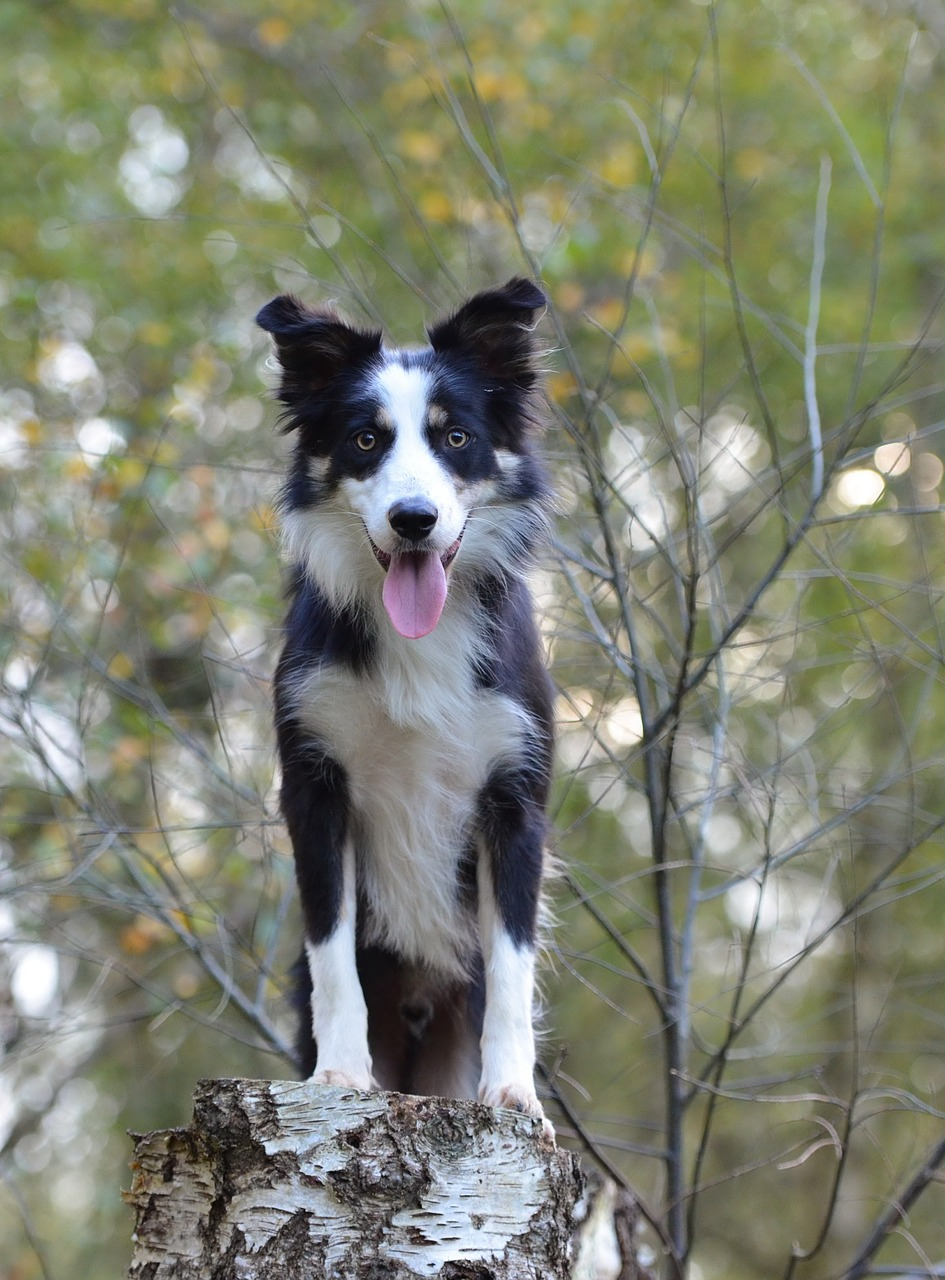
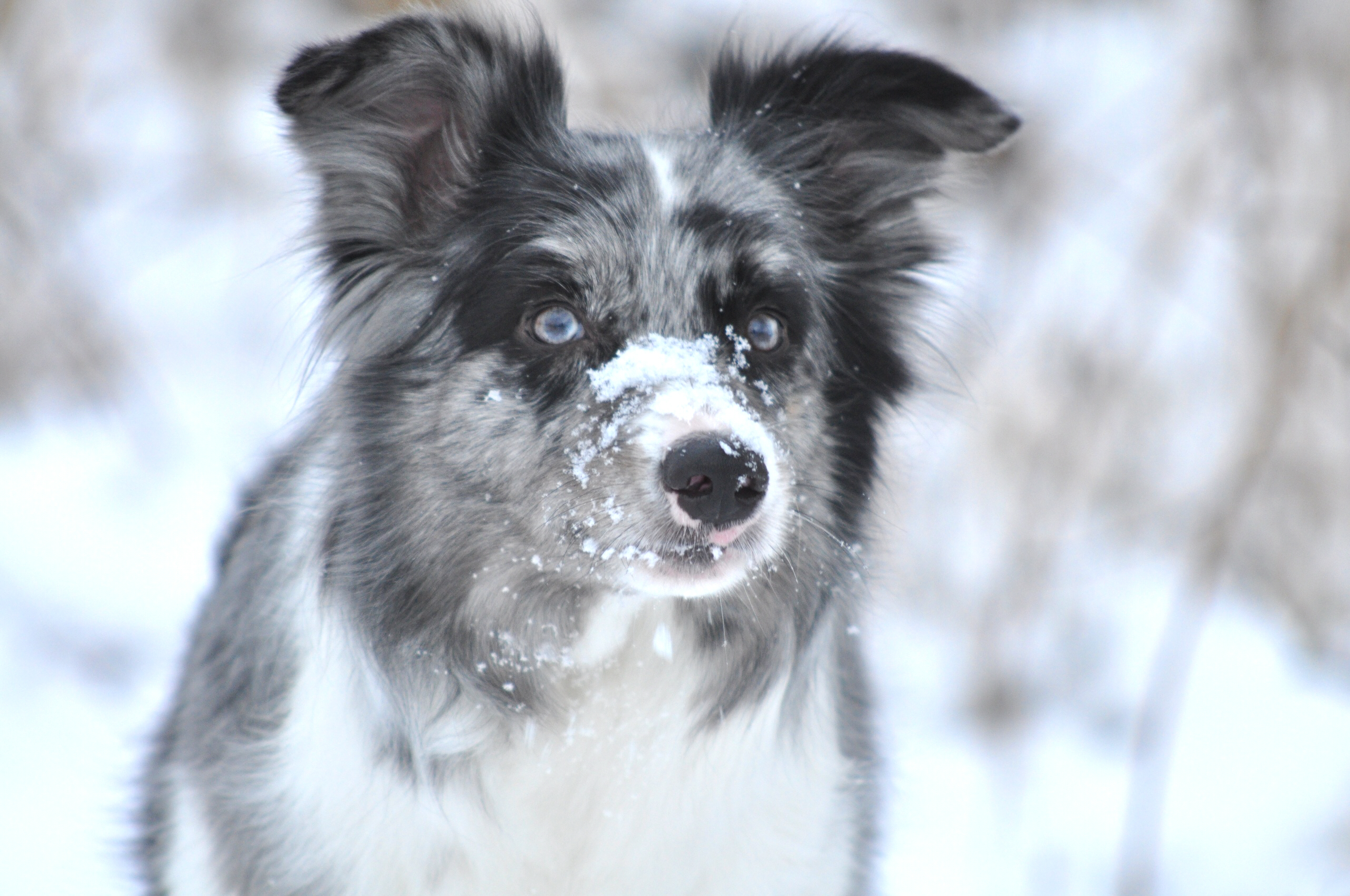
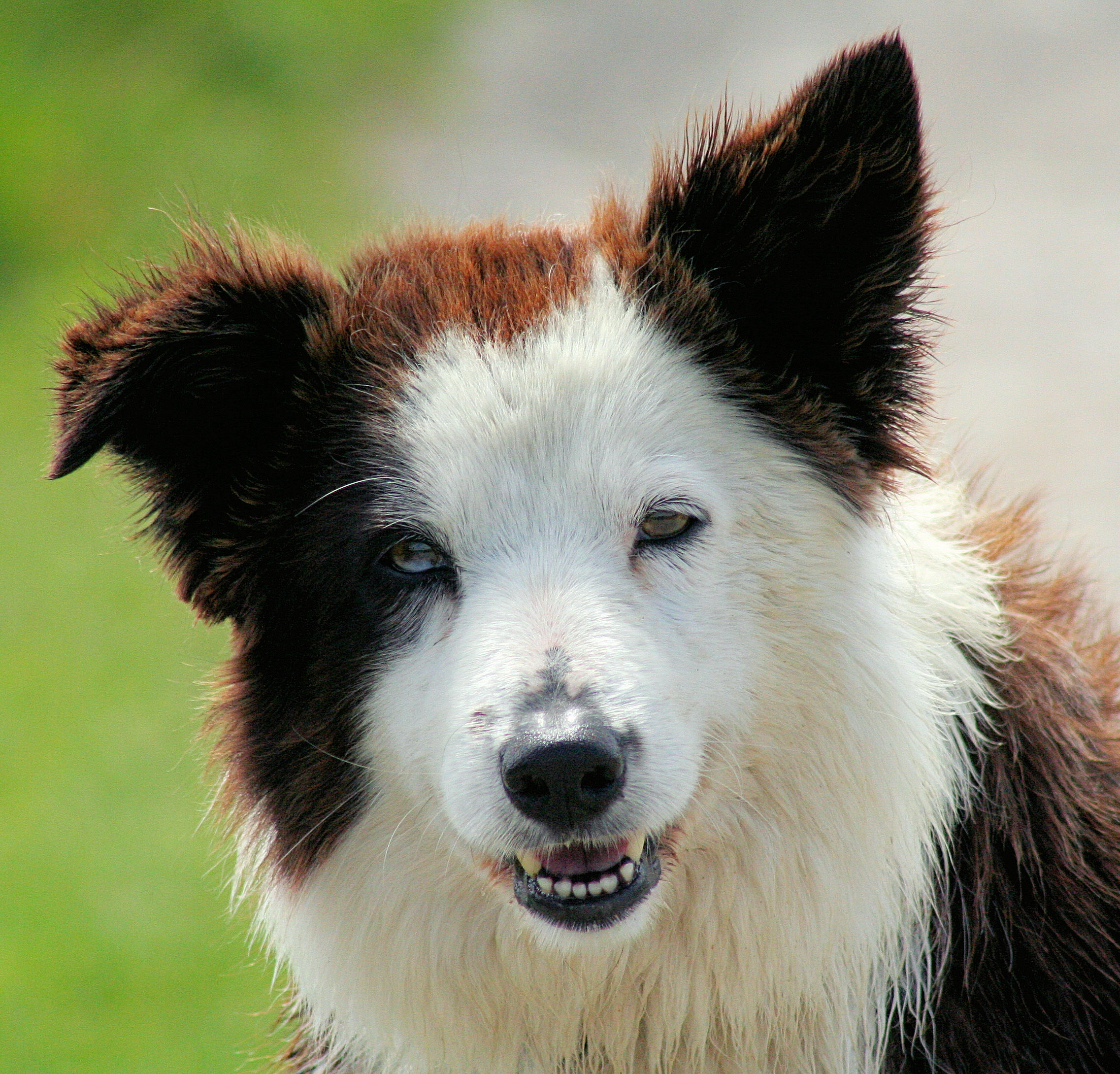
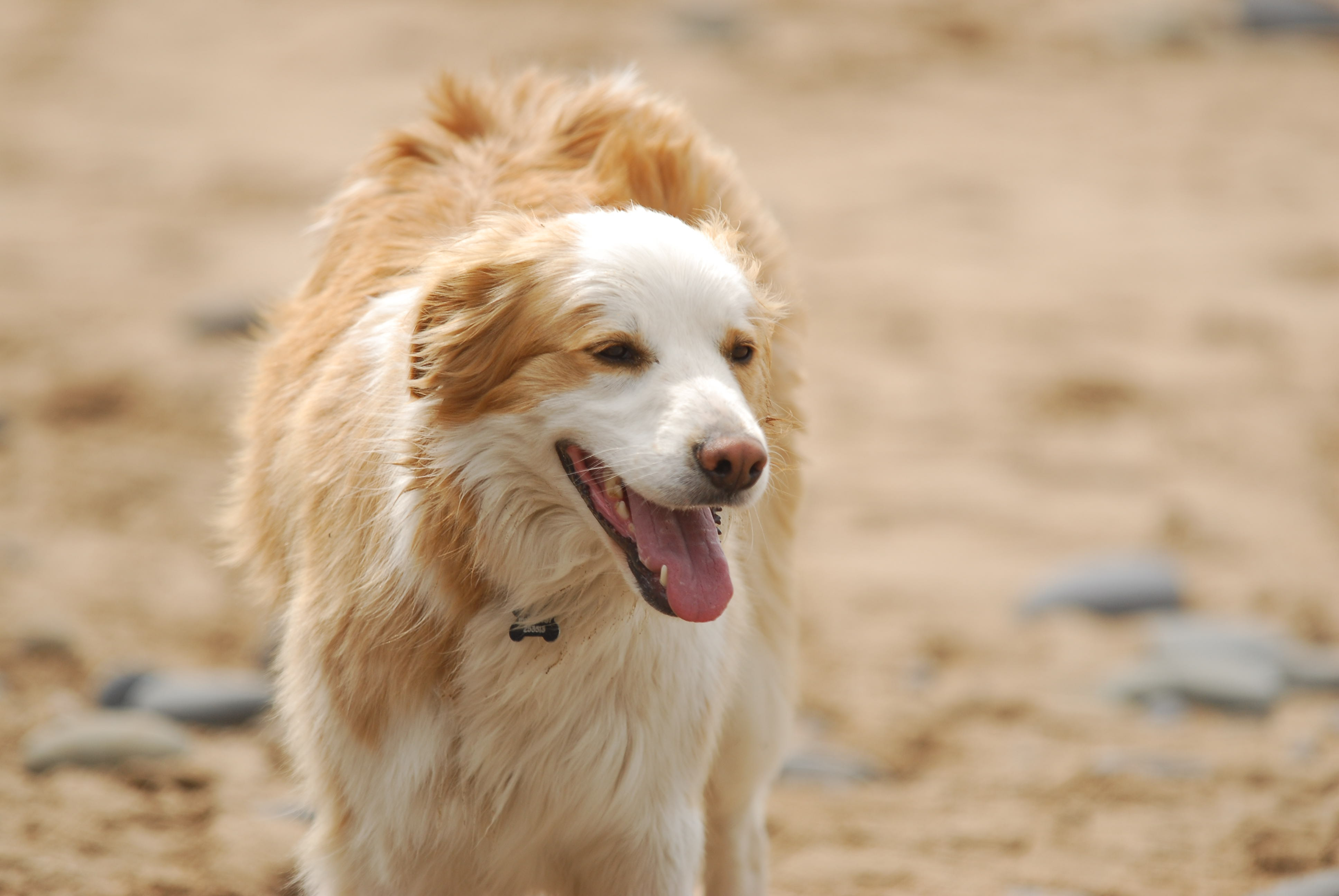
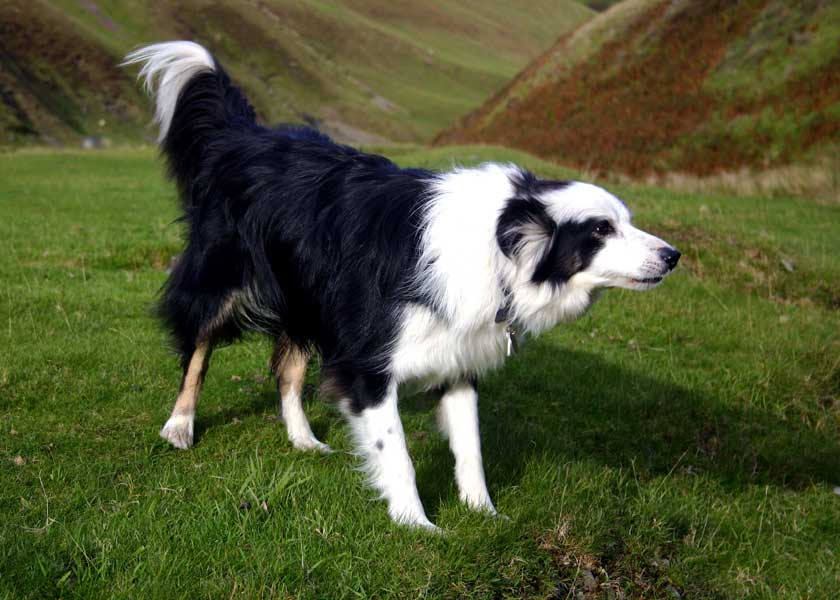
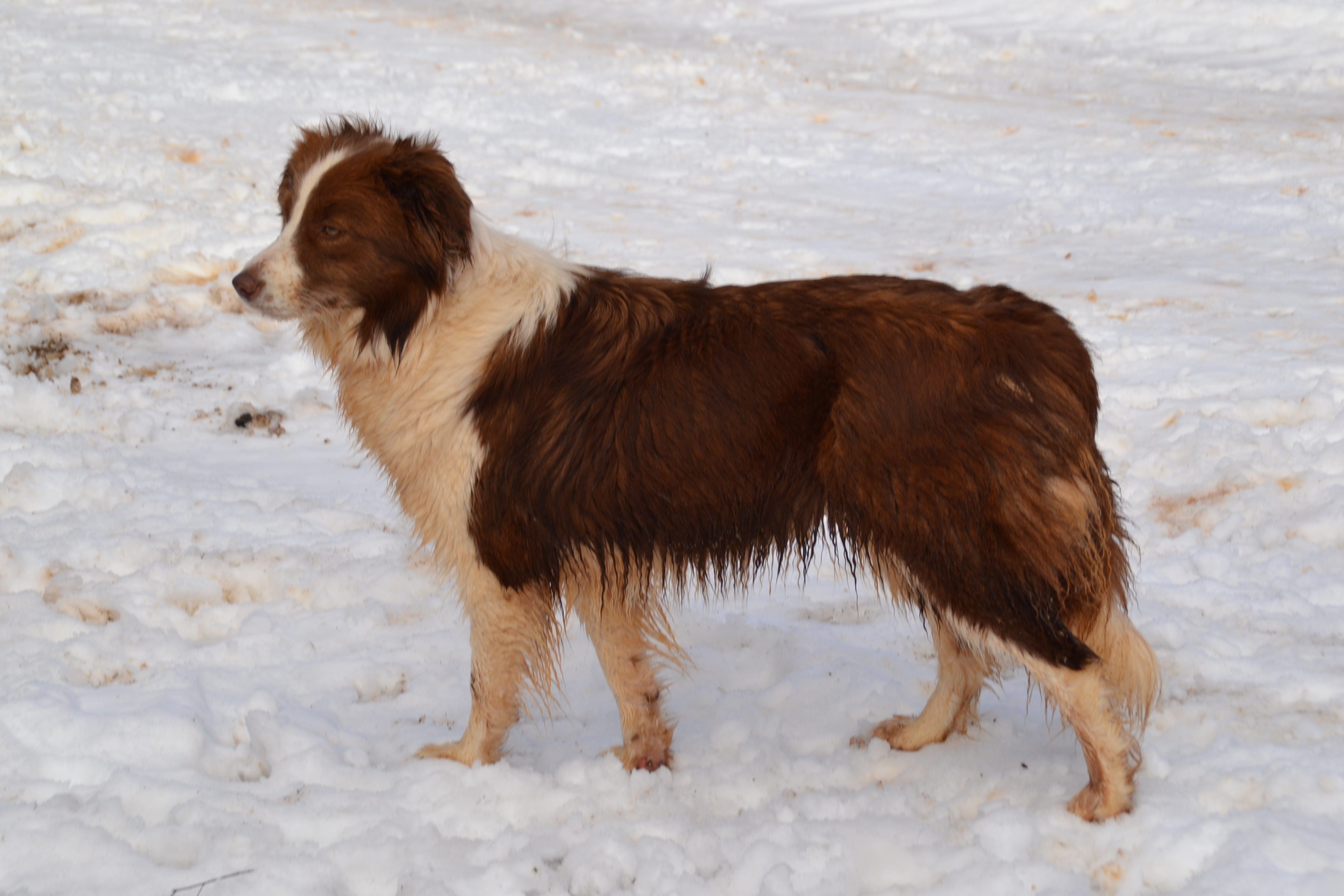
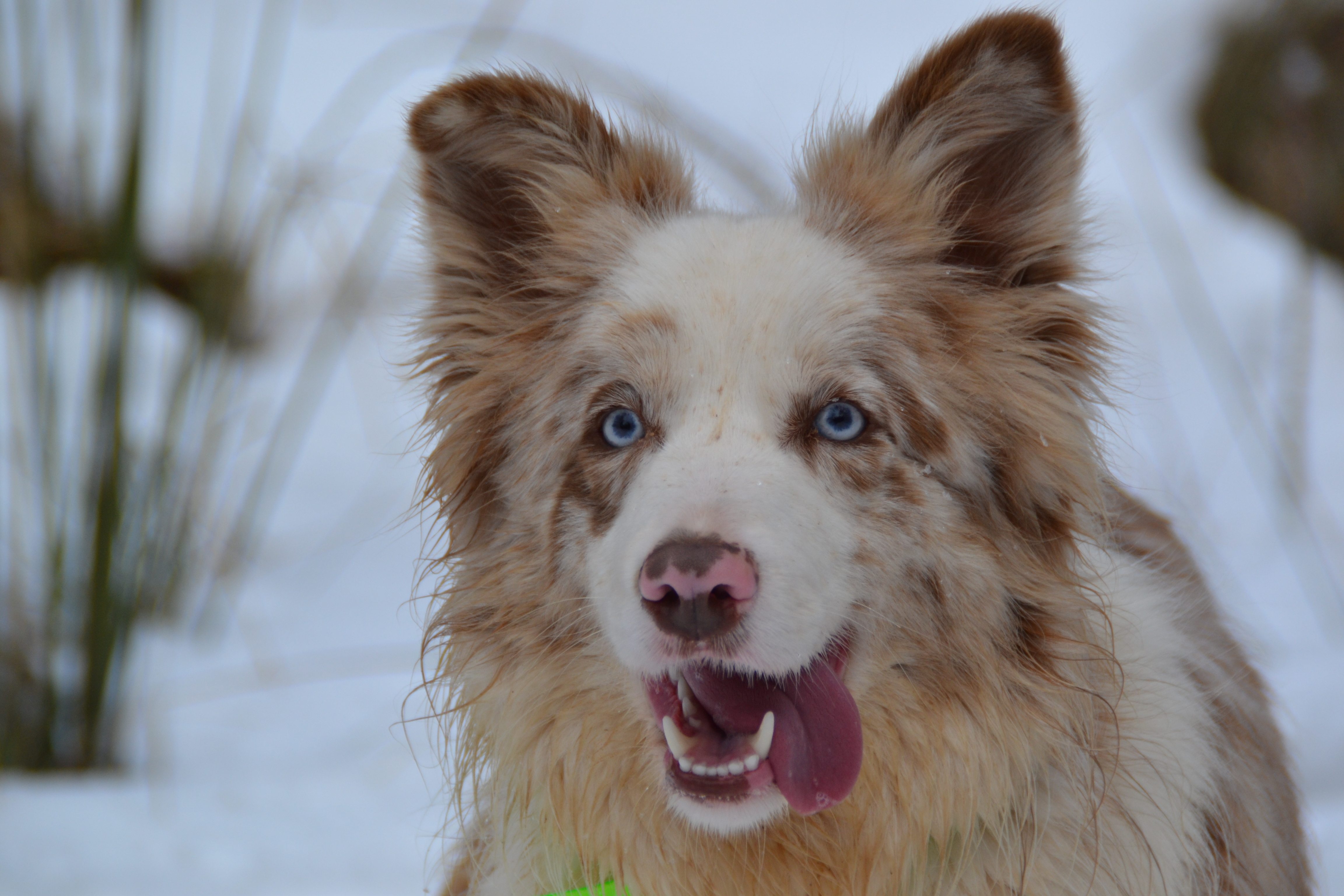
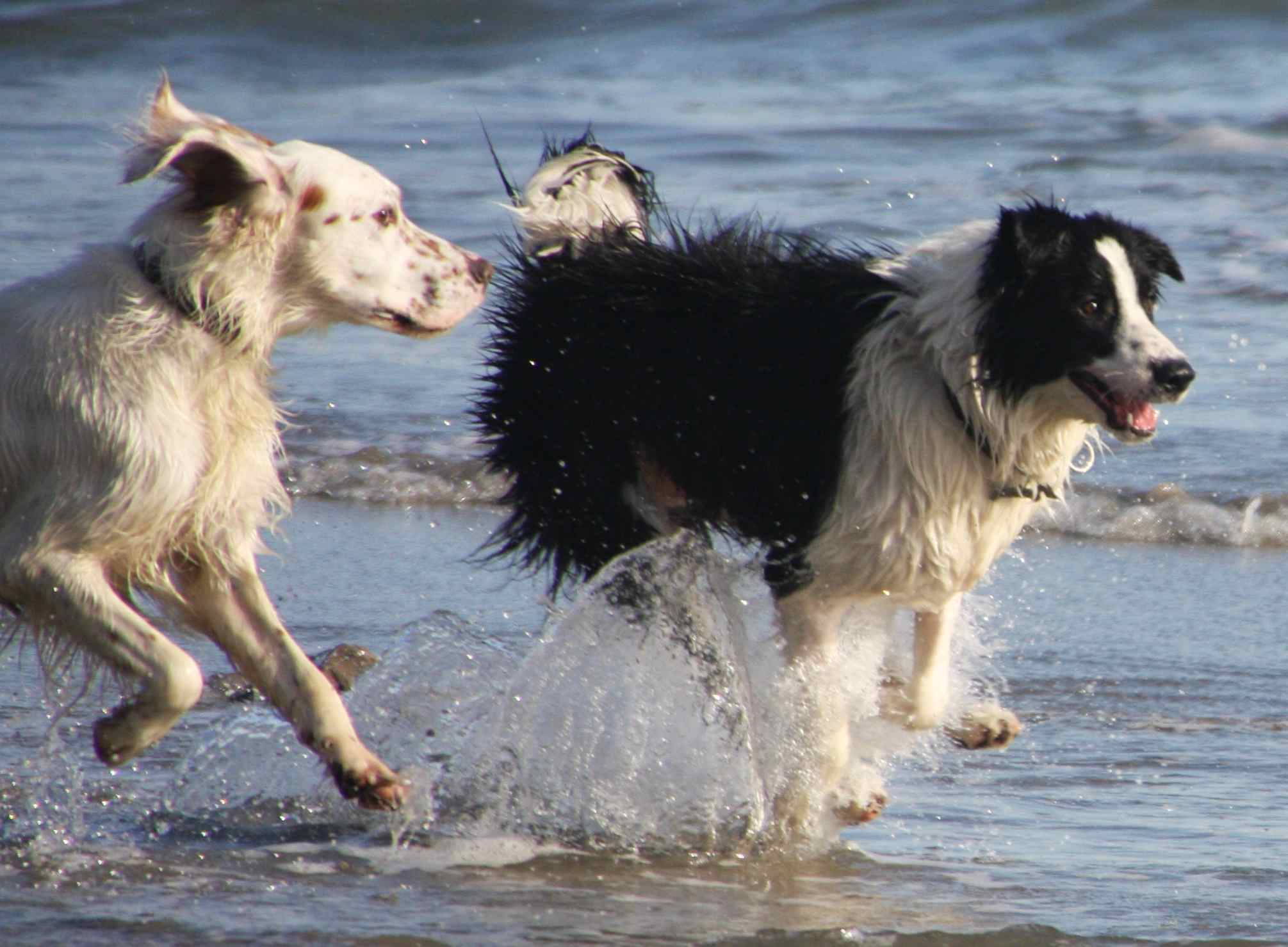
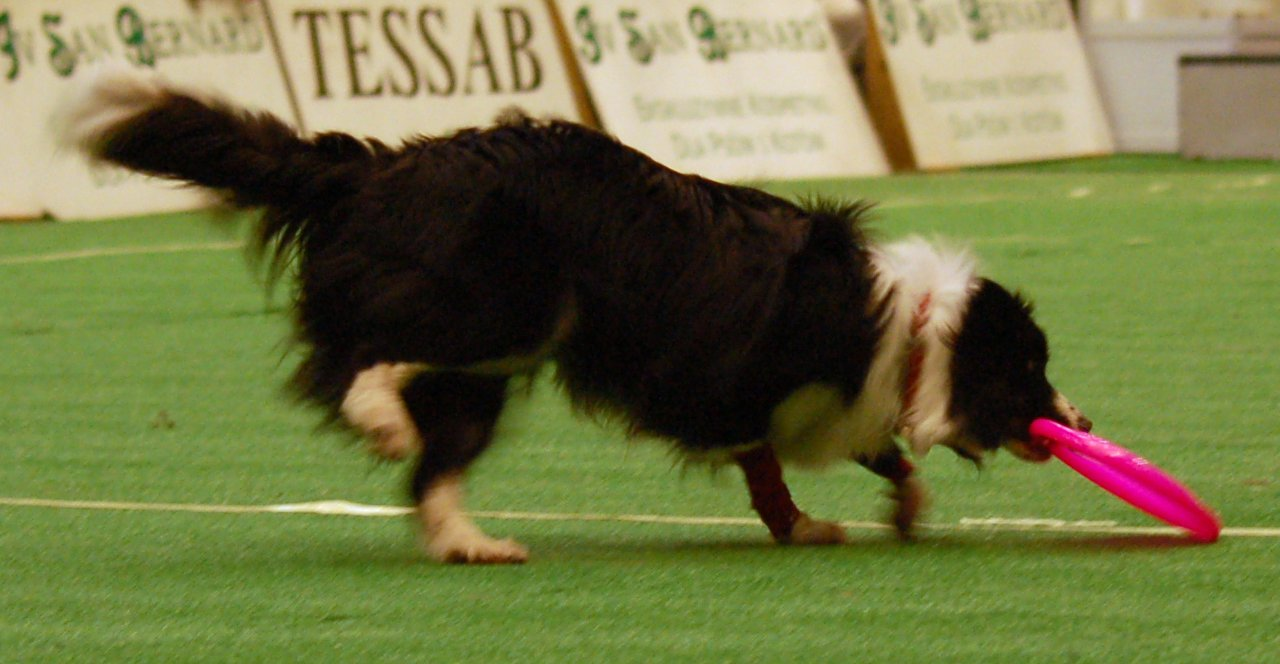
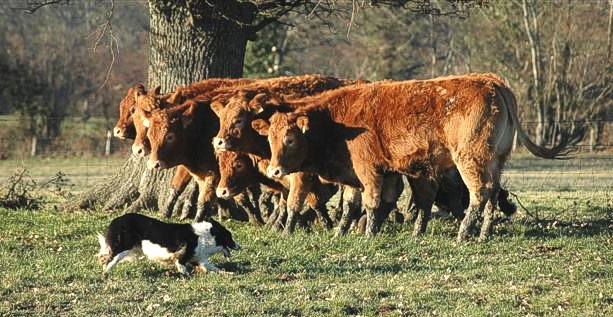
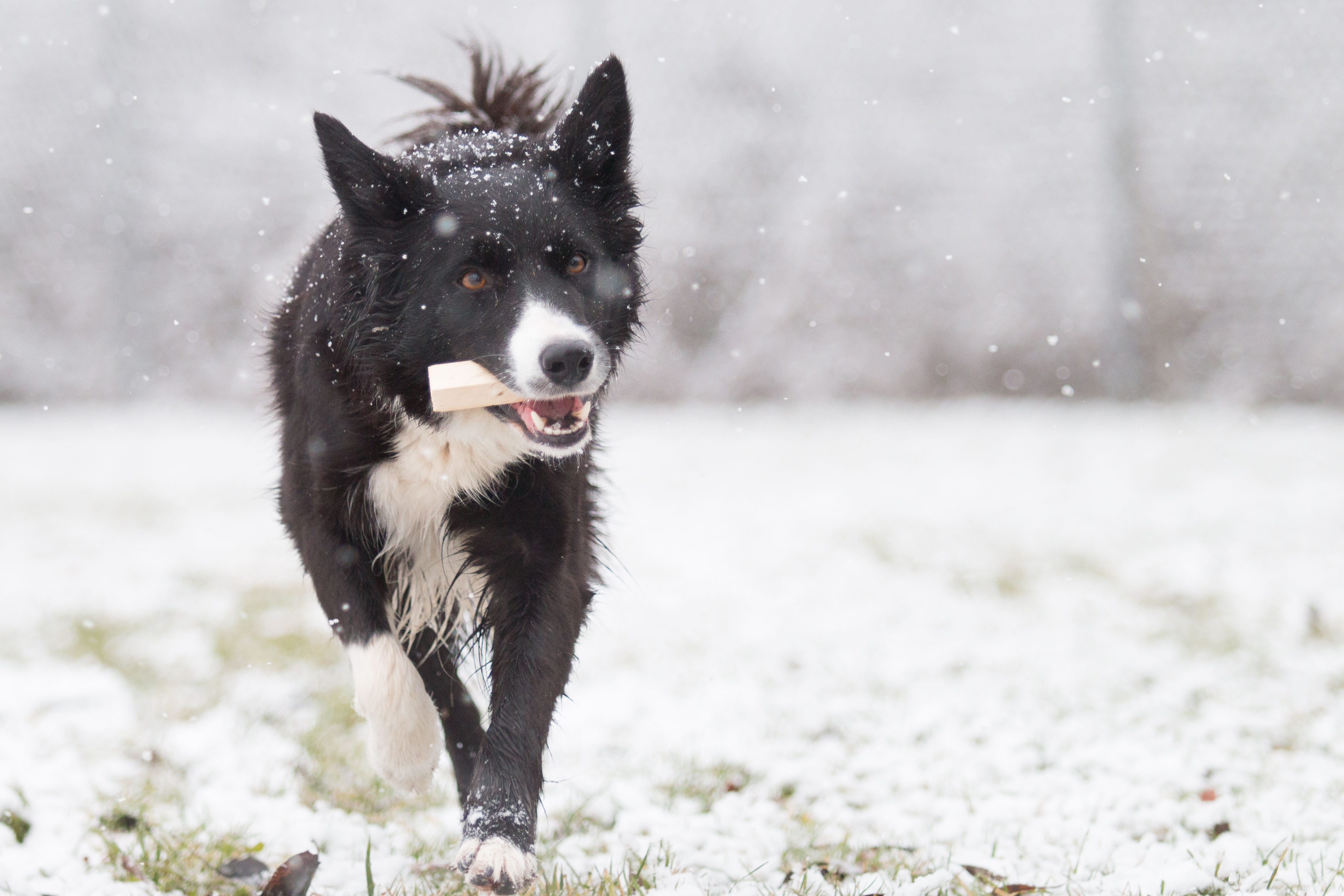
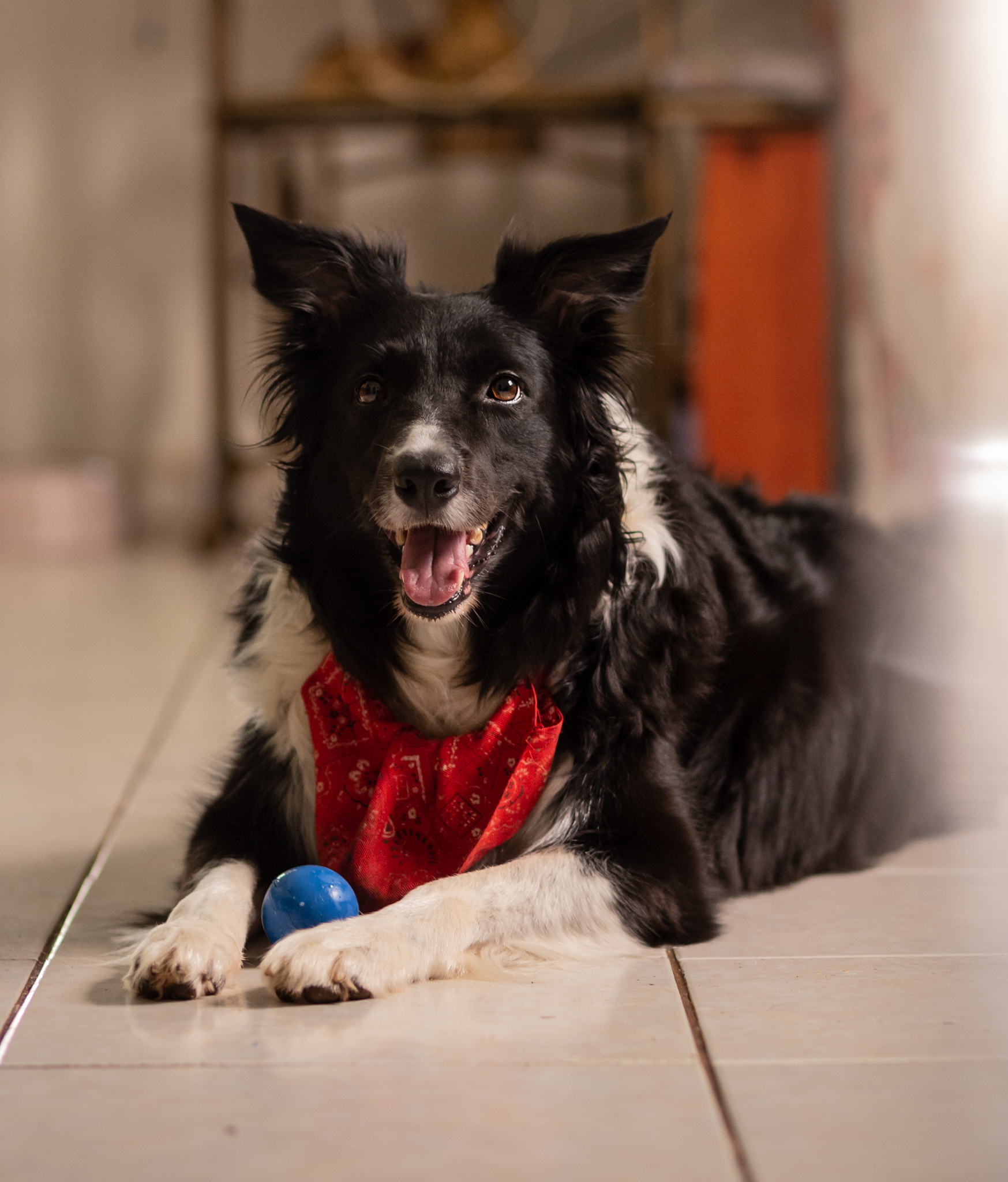
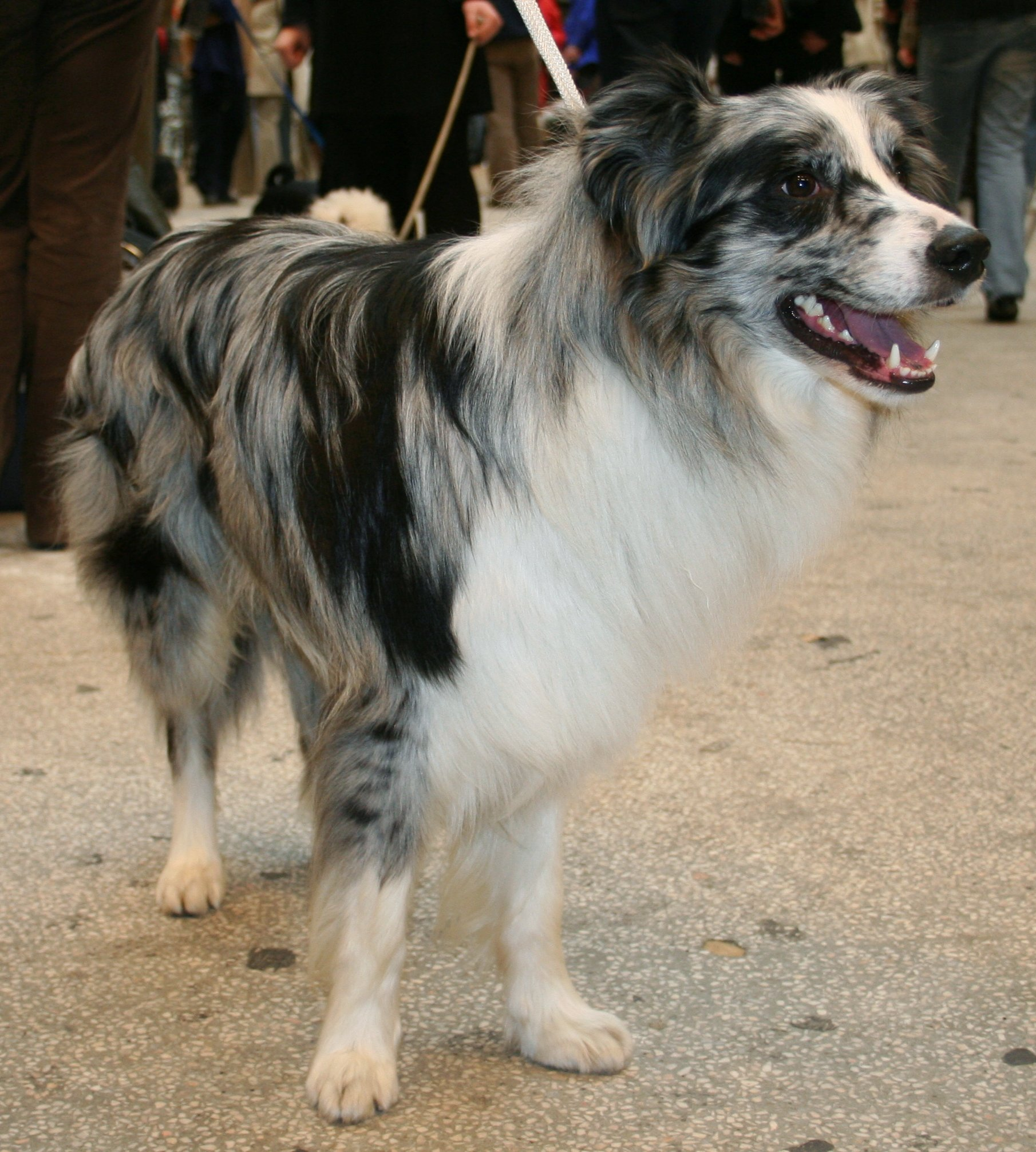